# Bombyx fumosa
Bombyx fumosa är en fjärilsart som beskrevs av Lucas 1895. Bombyx fumosa ingår i släktet Bombyx och familjen silkesspinnare. Inga underarter finns listade i Catalogue of Life.